# S.T.A.L.K.E.R. Call of Pripyat
『S.T.A.L.K.E.R. Call of Pripyat』（ストーカー コール オブ プリピャチ）とは、ウクライナのGSC Game Worldが開発したFPSである。通称『CoP』。

## 概要
S.T.A.L.K.E.R.シリーズの第3作。ゲーム内の時系列では第1作『S.T.A.L.K.E.R. SHADOW OF CHERNOBYL』の直後という設定となっている。
MAPは全面的に作り直されており、総MAP数は減少したもののそれぞれが非常に大きくなった。
モデルとなっている場所はやはりチェルノブイリ原発付近の地域と思われ、実在する建造物が多数登場している。Yanov駅やJupiter plantはgoogle mapで確認できる。
ゲームシステムにも細部の手直しが行われ、主に下記の点が前作までとは大きく異なる。
- スーツは一体式の物だけでなく頭部と胴部が別扱いとなった。
- 武器にプライマリ･セカンダリの区別が無くなり好みの銃器を2つ装備できるようになった。
- 回復アイテムを使用しても瞬時に効果は発揮されず、一定時間の間徐々に回復するようになった。
- 武器に装着するスコープが複数登場し、交換できるようになった。
- アイテムスロットが追加され、最大4種類まで登録できる。
- 重量制限は健在だが、それらを緩和する手段がいくつか存在している。
- 二種類の新型ミュータントが登場する。

## ストーリー
『S.T.A.L.K.E.R. SHADOW OF CHERNOBYL』（『SoC』）終盤、Marked Oneの活躍によりチェルノブイリ原子力発電所を含む「ゾーン」中心部への道を阻んでいた洗脳電波発信装置「ブレイン・スコーチャー」は機能を停止した。
これによって多くのStalkerたちがゾーン中心部に押し寄せていった。ある者は「アーティファクト」と呼ばれる希少鉱物を求めて、またある者は「Monolith」と呼ばれる”すべての願いを叶える物”を目指して。
事態を重視した大統領直属機関「国家安全保障・国防会議」は、軍に対し、かねてから立案されていた発電所確保作戦「Fairway」の即時実行を命じた。だが念入りな準備にもかかわらず作戦は失敗に終わり、作戦に投入された5個のヘリボーン部隊「Stingray」は全機未帰還となってしまった。
国家安全保障・国防会議は、保安庁の特務士官で腕利きのストーカーでもあるアレクサンダー ・デグチャレフ少佐（=プレイヤー）をゾーンに送り込み、作戦失敗の原因究明を命じた。

## キャラクター
- Alexander Degtyarev
本作主人公。前作までの主人公とは異なり、軍から正式に依頼されたMilitary StalkerであるためMilitaryとは友好的な関係にあり、敵対していない状態ならばBanditsからも襲われる事は無い。
- Strelok
伝説のStalkerと噂される人物。チェルノブイリ発電所跡においてMonolithやゾーンの正体を目撃している。
- Kovalsky
Stingray部隊の指揮官。残存部隊を率いてPripyat市内のコインランドリー跡で救援を待っている。

## 新型ミュータント
- Chimera
双頭の四足獣型ミュータント。素早い動きで獲物を翻弄し、跳躍と共に攻撃を仕掛ける。ストーカーを一撃で吹き飛ばすほどの怪力を誇る。主にJupiter地区の森林を徘徊している。
- Burer
黒いコートを纏ったドワーフのようなミュータント。念動力で周囲のガラクタを投げつけたり、スタミナを消耗させて銃を奪ったり、銃弾を弾き返すバリアを展開するなど多彩な能力を持つ。トンネルや廃墟などの暗い屋内に出現することが多い。

## 登場する地域
- Zaton
プレイヤーが最初に訪れるMAP。森林と広大な湿地帯で形成されており、所々に農家や軍施設、廃船などが点在している。拠点となる廃船Skadovskにはトレーダーや医者、修理屋が常駐し、LonerStalkerとBanditが共存している。比較的安全な地域ではあるが、アノーマリーによって発生した地割れの中にはSnorkが巣食っているほか、ある建物の地下にはBloodsuckerの巣が存在する。また、南西部の軍施設地下には新兵器の実験場が隠されている。
- Jupiter
放棄された鉄道や工場施設が点在するMAP。拠点となるYanov駅にはDutyとFreedomが共存し、双方の指揮官が常駐している。また、Scientist達の移動研究所では薬品が購入できる。付近の森林や沼地、トンネル内にはミュータントやゾンビが多数徘徊しており、拠点付近にも頻繁に侵攻してくる。南部のJupiter plant（工業地帯）には機密書類が放置されており、ZONE中心部へと繋がるPripyat-1トンネルが存在している。
- Pripyat-1トンネル
Jupiter plantからPripyatへと繋がる地下トンネル。内部は無数のミュータントやゾンビ、Monolith兵に占拠されている上、化学兵器によって封鎖された区画も存在する。一度しか訪れる機会が無く、再侵入することは不可能。
- Pripyat
実在する都市、プリピャチを元にしたMAP。作戦の失敗により孤立したStingray部隊の生き残りがコインランドリー跡の廃墟を拠点として救援を待っており、彼らをゾーンから脱出させる事が最終目的となる。廃墟の中やアノーマリーの周辺には重武装したゾンビやMonolith兵が潜伏しているほか、路上にはBloodsuckerなどの凶暴なクリーチャーが徘徊している。Stingray部隊の撤退後はStalkerたちがコインランドリーを占拠する。
- X8研究所
Pripyatの地下に存在する研究所。かつてゾーン誕生に纏わる研究が行われていた場所であり、大量の機密書類が今だ放置されている。入り口となる廃墟は多数のMonolith兵によって警護されている。研究所内には極めて危険なミュータントやアノーマリーが蠢いている。

## グラフィックス
本作の最小動作環境はDirectX 9互換となっているが、本作に搭載されているX-Rayエンジン1.6はDirectX 11 (Direct3D 11) にも対応し、リアルタイムGPUテッセレーションによるディテールの高精細化や、DirectComputeによる高精細環境閉塞 (High Definition Ambient Occlusion, HDAO)  といった技術を実装している。